# Винеторі (Попрікань, Ясси)
Винеторі (рум. Vânători) — село у повіті Ясси в Румунії. Входить до складу комуни Попрікань.
Село розташоване на відстані 330 км на північ від Бухареста, 10 км на північний захід від Ясс.

## Населення
За даними перепису населення 2002 року у селі проживали 1149 осіб. Рідною мовою 1146 осіб (99,7%) назвали румунську.
Національний склад населення села:
| Національність   | Кількість осіб | Відсоток |
| ---------------- | -------------- | -------- |
| румуни           | 1141           | 99,3%    |
| росіяни-липовани | 5              | 0,4%     |